# Escoles palatines
Les Escoles palatines (del llatí scholae palatinae, 'guàrdia palatina' o 'escoles', en grec medieval Σχολαί) van ser una unitat militar d'elit. S'atribueix la seva fundació a l'emperador Constantí I el Gran que les va crear per substituir els Equites singulares Augusti, la divisió eqüestre de la Guàrdia Pretoriana. Entre els segles iv i vii, les Escoles palatines van ser unes tropes escollides pel seu valor i la seva capacitat de lluita, però van acabar sent un batalló destinat a les desfilades quan els emperadors van deixar de comandar les tropes al camp de batalla, fins al punt que, quan Justinià I volgué enviar-les al front a finals del segle vi, els soldats preferiren renunciar a la seva paga que anar a la guerra. Van passar a ser una sortida professional fàcil per als joves de famílies aristocràtiques. Van subsistir a l'Imperi Romà d'Occident fins a la seva dissolució per Teodoric el Gran. A l'Imperi Romà d'Orient, les Escoles van ser reformades per Constantí V (r. 741 - 775) i les va transformar en tagmes, unitats d'infanteria i cavalleria pesant estacionades a prop de Constantinoble, que constituïen el nucli de les forces expedicionàries imperials. Van ser dissoltes a finals del segle xi per l'emperador Aleix I Comnè.

## Unitat de l'Imperi Romà
Abans de l'any 312 existien ja unitats, com la Schola gentilium, que potser va ser creada per l'emperador Dioclecià. Sembla cert que les Escoles van ser creades per Constantí el Gran després de la batalla del Pont Milvi l'any 312. Constantí va dissoldre la Guàrdia Pretoriana, quan aquesta va fer costat al seu oponent Maxenci.
La paraula schola s'utilitzava habitualment a principis del segle iv per a anomenar els cossos organitzats de la comitiva imperial, tant civils com militars. La paraula derivava del fet que aquests acompanyants ocupaven certes habitacions (scholae, amb el significat de "galeria on se celebraven reunions") dins del Palau. La paraula Escola va passar a designar una unitat de cavalleria, composta, en l'època de Justinià I (segle vi), de 500 cavallers reclutats principalment entre les tribus germàniques, els francs i els alamans, procedents de la part occidental de l'imperi, i els gots, procedents de l'est.
Cada Escola era comandada per un tribú, i després del segle V per un comes scholarorum, que tenia sota el seu comandament directe diversos oficials experimentats anomenats domestici o protectores. En el seu àmbit civil, l'Escola es va acabar posant sota la direcció d'un magister officiorum. Inicialment hi va haver tres unitats, i al segle v la Notitia Dignitatum enumera set Escoles a la part oriental de l'imperi i cinc a la part occidental.
- A la part occidental, segons diu la Notitia, hi havia a la dècada del 400:[7]
  - Scola scutariorum prima
  - Scola scutariorum secunda
  - Scola armaturarum seniorum
  - Scola gentilium seniorum
  - Scola scutatorium tertia
- A la part oriental, segons la Notitia, hi havia a la dècada del 390:
  - Scola scutariorum prima
  - Scola scutariorum secunda
  - Scola gentilium seniorum
  - Scola scutariorum sagittariorum (una unitat d'arquers a cavall)
  - Scola scutariorum clibanariorum (una unitat de Clibanarii o cavalleria pesant)
  - Scola armaturarum iuniorum
  - Scola gentilium iuniorum

A l'època de Justinià, però potser fins i tot abans, les escoles es van situar repartides per les ciutats de la Regió de Tràcia i la de Bitínia, i servien al Palau de forma rotativa. Pel seu estatus de guàrdia, els soldats de les Escoles tenien salaris i privilegis més elevats que els soldats corrents.
Amb el pas del temps, les escoles van anar perdent importància i també les seves funcions originàries. A la part oriental, Lleó I el Traci aquestes funcions les va encarregar als excubitores, i a la part occidental Teodoric el Gran va dissoldre les Escoles. En temps de l'emperador Zenó (r. 476-491) les Escoles servien només per a les desfilades militars.
Encara que al segle vi tenien un paper merament cerimonial, al segle iv les quatre Escoles anomenades candidatus formaven la guàrdia personal de l'emperador i l'acompanyaven en expedicions militars, com van fer a l'expedició a Pèrsia de Julià l'Apòstata.

## Les Escoles a l'Imperi Romà d'Orient
Les Escoles, juntament amb els excubitores, van continuar existint fins al segle vii o al segle viii, encara que haguessin disminuït de mida, i fossin simples unitats cerimonials. Però cap al 743, després d'haver sufocat les grans revoltes de les tropes dels temes, Constantí V Coprònim va reformar l'antiga guàrdia de Constantinoble i la va transformar en els nous regiments coneguts com a tagmata, que proporcionaven un nucli fort i entrenat de tropes professionals i fidels. Els tagmata eren unitats professionals de cavalleria, estacionades a Constantinoble i al seu voltant, que constituïen la reserva central del sistema militar de l'Imperi Romà d'Orient i el nucli del cos expedicionari imperial. També servien de trampolí per a la carrera militar dels joves aristòcrates.
Es discuteix sobre el nombre exacte de soldats que componien aquest tagma, i es creu que tenien entre 1.000 i 4.000 homes. La seva estructura era semblant en totes. Les comandava un Domèstic de les escoles (δομέστικος τῶν σχολῶν, doméstikos tōn skholōn), del que hi ha referències per primera vegada l'any 767. Aquest càrrec va anar guanyant importància gradualment, fins al punt que a partir del segle x en endavant es va convertir en l'oficial superior de tot l'exèrcit, és a dir, una mena de comandant en cap que responia només davant de l'emperador. Al voltant del 959, es va establir la divisió entre el domestikos tōn scholōn tēs Anatolēs (a la part oriental) i el domestikos tōn scholōn tēs Dysēs a l'oest.
Els domèstics de les escoles tenien dos tinents (els topoteretes) sota el seu comandament, cadascun dels quals comandava la meitat de l'Escola. Tenia també un secretari (el cartulari) i un cap dels missatgers (el protomandator). El tagma es dividia en 20 unitats més petites (les bandes) controlades per comtes (komēs). A partir del final del segle x, hi havia 15 bandes per cada meitat de l'Escola, cosa que indicaria un augment en el nombre d'homes. També hi havia 40 portabanderes (els bandophoroi), agrupats en quatre categories: protiktores (προτίκτορες "protectors"), eutychophoroi (εὐτυχοφόροι "portadors de l'eutychia"; eutychia és una corrupció de ptychia, les imatges de Victòria i Fortuna), skēptrophoroi ("portadors de ceptres") i axiōmatikoi ("oficials").